# Camille Krantz
Pour les articles homonymes, voir Krantz.
Camille Krantz, né le 24 août 1848 à Arches et mort le 30 avril 1924 à Paris 7e, est un homme politique français.

## Biographie
D’une famille originaire de Sarrelouis, dirigeant une papeterie à Dinozé depuis 1807, son père était représentant des papetiers de Docelles et Dinozé à Paris tandis que sa mère était originaire de Metz et fille d'un inspecteur général des Ponts-et-Chaussées et conseiller d'État. Camille Krantz grandit à Paris où il fait ses études secondaires puis fait l'École polytechnique (X 1868).
Il participe à la guerre de 1870 comme lieutenant d'artillerie puis devient ingénieur des manufactures des tabacs de l'État. Il devient ensuite chef de cabinet de son oncle, l'ingénieur des Ponts et Chaussées et sénateur Jean-Baptiste Sébastien Krantz et commissaire général de l'Exposition universelle de 1878. Il se spécialise ensuite dans le droit administratif, devenant professeur suppléant à l'école des ponts et chaussées en 1886 puis adjoint en 1890. Après l'installation des Républicains, il est nommé maître des requêtes au conseil d'État à la section des contentieux entre 1879 et 1882, puis aux travaux publics. Après la mort de son père, il s'occupe de l'agriculture à Dinozé et devient membre puis président du Comice agricole d'Épinal. Il est membre du jury d'admission des auditeurs de deuxième classe en décembre 1884.
Avec sa parentèle déjà dans les sphères politiques, son oncle est sénateur républicain et l'un de ses cousins éloigné est ministre de la Marine, il est présenté au sénatoriales en 1893 en remplacement d'Alfred Brugnot. Il est ensuite facilement réélu en 1893 et en 1898. Il est alors proche des républicains progressistes de Jules Méline. Il devient ensuite président de la commission des Finances et vice-président de la Chambre. Il participe comme commissaire général de la section française à l'organisation de l'exposition de Chicago de 1893.
En 1891, il est le rapporteur d'une commission chargée d'examiner les pétitions des porteurs de titres du canal de Panama et conclut en demandant que les pouvoirs publics n'interviennent pas pour essayer de sauver l'affaire. Durant la législature, il est un membre influent du groupe des républicains progressistes, il est à la charnière d'une majorité fluctuante oscillant entre conservatisme et radicalisme.
Quand s'ouvre la législature en 1898, il est une des personnalités marquantes de la Chambre, qui l'élit comme troisième vice-président, le 9 juin 1898. À la tête de 250 républicains progressistes, fort des 3 millions de voix obtenues aux élections, il est, pendant deux ans, l'un de ceux dont dépend la vie des fragiles combinaisons ministérielles. Dans un discours incisif, il s'oppose d'emblée, le 30 juin 1898, au cabinet radical homogène d'Henri Brisson, qui ne survit pas longtemps à la défiance qu'il lui manifeste.
Ministre des Travaux Publics du 1er novembre 1898 au 6 mai 1899 dans les gouvernements Charles Dupuy (4) et Charles Dupuy (5), il a eu la délicate mission de concilier l'esthétique et les perspectives de Paris avec les bouleversements entraînés par l'Exposition de 1900. Puis, il est Ministre de la Guerre du 6 mai au 22 juin 1899 dans le gouvernement Charles Dupuy (5), en pleine affaire Dreyfus, alors que la Cour de cassations avait cassé le procès de Dreyfus et engagé la révision. Il devait donc veiller à la construction d'un nouveau conseil de guerre, mais il n’en aura pas le temps, le gouvernement étant renversé en juin.
Lors du vote de confiance du gouvernement Waldeck-Rousseau, il s'abstient puis se range dans l'opposition avec le reste des progressistes. Il est président de la commission de l'armée en 1901 et s'oppose, en février 1902, à la réduction envisagée du service militaire à deux ans, et préconise plutôt le maintien du temps de l'obligation légale avec la possibilité de faire passer le plus d'hommes possible dans la disponibilité après la deuxième année. Après avoir perdu la présidence de la commission en novembre 1902, il ne cesse de combattre, en 1904, puis en 1905, ce texte auquel il refuse sa caution, alors qu'il est adopté par 519 voix contre 32. Il rejoint la Fédération républicaine lors de sa création. Devenu conseiller municipal de Saint-Laurent et conseiller général du canton d'Épinal en 1898, il le restera jusque 1913.
Durant la première décennie de 1900, il est mis en difficulté par des candidats radicaux en 1906 et échoue en 1910 face à Paul Cuny, un industriel radical de l'Alliance républicaine démocratique. En 1905, il avait voté contre la loi de séparation des églises et de l'État et se présentait souvent comme un républicain libéral et patriote, modéré et pour l'alliance entre le capital et le travail.
En 1910, il est sollicité pour un mandat sénatorial, mais refusant d'entrer en compétition avec Jules Méline, il se retire de la vie politique, à l'exception de son siège au Conseil général, et s'occupe de ses affaires industriels, siégeant dans de nombreux conseils d'administration industriels ou financiers : président du conseil de la Société éclairage, chauffage, force motrice ; président du conseil de l'Ouest-Lumière ; président du conseil de la Compagnie générale du Maroc ; administrateur du Comptoir national d'escompte de Paris ; administrateur de la Land Bank of Egypt ; administrateur des Chemins de fer de Chan-Si en Chine ; administrateur de la Société marseillaise de crédit ; administrateur des Accumulateurs Tudor ; président du conseil de la Société de constructions métalliques de Dinozé et président du conseil de la Vosgienne agricole.
Deux de ses fils ont été tués à l'ennemi, en 1914 et 1916, dans la Première Guerre mondiale. Par son mariage, il était beau-frère du général Balfourier.

## Décorations
- Officier de la Légion d'honneur (2 avril 1894)
- Chevalier de la Légion d'honneur (20 octobre 1878)
- Officier de l'ordre des Palmes académiques (25 septembre 1878)

## Sources
- « Camille Krantz », dans le Dictionnaire des parlementaires français (1889-1940), sous la direction de Jean Jolly, PUF, 1960 [détail de l’édition]

Les papiers personnels de Camille Krantz sont conservés aux Archives nationales sous la cote 587AP.